# 内田雄基
内田 雄基（うちた ゆうき、1997年12月7日 - ）は、ニッポン放送CP局アナウンス室所属のアナウンサー。

## 来歴
神奈川県横浜市出身、生誕は広島県廿日市市。神奈川県立川和高等学校、横浜国立大学理工学部建築学科機械･材料･海洋系学科海洋空間のシステムデザインEP卒業後の2020年4月、アナウンサーとしてニッポン放送の子会社であるミックスゾーンに入社し、出向扱いでニッポン放送に所属。大学の先輩で上司に当たる、同局アナウンサーの飯田浩司以来16年振りとなる、同局「CP局アナウンサー室」所属の新人男性アナウンサーとして入社。また、学生時代にはアナウンススクールとして、所属会社、同局の先輩である新行市佳、大泉健斗、熊谷実帆と同じテレビ朝日アスクに通っていた。
司会も飯田が担当して4月1日に入社式を行ったが、新型コロナウイルス感染拡大防止対策で同局が業界先駆けて厳しい基準で感染拡大防止に取り組んでるため、アナウンサー研修を対面で行えずリモート形式で実施し、内閣官房の緊急事態宣言解除以後から同局本社にて対面での研修がスタート。同局の慣例である開局記念日での初鳴きは出来ず、『春風亭一之輔 あなたとハッピー!』2020年8月14日放送分にて、飯田が講師となって研修してる模様がオンエアに載ったりしていたが、『春風亭一之輔 あなたとハッピー!』同年9月18日放送分のベランダ天気予報の生中継にて初鳴きデビューする予定である事が発表され、同日放送分にて、ベランダが所在する5階CP局フロアで同局社長である檜原麻希が見守る中「ベランダ天気予報」で初鳴きした。
初鳴き以後は、主に飯田が出演する番組の代理アシスタントやリポーター、スポットCMナレーションを担当し、2021年10月以後は報道スポーツコンテンツセンターの取材業務を兼ねており、スタジオ業務のない曜日を中心に取材へも向かう。その際は「内田記者」と呼ばれることがある。同時期に箱番組の「内田雄基の神奈川道中記」を担当。2022年10月28日には上柳昌彦の代演であり、ひろたみゆ紀のサポート付きであるものの、『内田雄基・ひろたみゆ紀 あさぼらけ』として実質の冠番組を担当。

## 人物
- 苗字が「内田」と表記して、”うちた”と濁音無し読みのため、大概間違って呼称される[11]。父方の出身は和歌山県和歌山市と明かしている。
- 幼少期から川崎市、横浜市と神奈川県内に居住しているが、地元の横浜DeNAベイスターズでは無く、母方の実家が広島県所在と言うことも事もあり、広島東洋カープのファンである。
- 小学3年時からミニバスケットボールチームに所属しバスケットボールをプレーしており、大学入学以後も卒業までサークルでプレーしていた[2]。但し、基本的にはベンチメンバーであったため、公式戦に出場出来たのは、高校時代にレギュラーメンバーが終了間際に骨折したため、0.2秒間のみのプレーとなった[2]。バスケット以外にも、小学1年からスイミングスクールに通い、水泳に勤しんおり、通っていた当時は選手コースに所属する迄の実力であった。
- ラジオ局のアナウンサーを志望した理由は、母親の趣味で毎日朝からラジオが流れている家庭で[5]、自然と接する様になった事と内田が遠視を持ってる関係で[2]、普段から余りテレビ視聴をせず、前述のラジオと接する時間が長かった事で思春期の頃から漠然とラジオパーソナリティへの願望が繋がったとしている。また、バラエティ番組担当のアナウンサーとして同局所属として採用されたが、本来の志望は先輩である飯田と同じく「スポーツアナウンサー志望」であった。また、目標としているアナウンサーは同業他局であるTBSテレビ編成局次長待遇の安住紳一郎であると話しているが[2]、”同局の先輩を差し置いて…”と同局所属の先輩アナウンサーやタレントからイジられてたため、「ニッポン放送の先輩は全員尊敬している上で」と前置きがあることを初鳴きの際に訂正した[8]。
- 学生時代は、映画「アルキメデスの大戦」の数学監修を務めた、同大環境情報研究院の村井基彦准教授のゼミに属し[12]、船舶の設計や事故の歴史、深海の鉱物について学習していた[13]。また、熱水鉱床の海中土と鉱物と分離し、疎水性の高い鉱物に気泡を当てて採掘をする採掘工法の研究が上手く行ったため、横国大から特許の出願依頼を受けて特許出願したが、申請手続きを学校に丸投げした[14]。また、在学中お笑いサークルにも属していた。アルバイトについてはラーメン店で仕事をしていた経験が有り、チャーハンについては一定のクオリティで調理出来ていたと明かしているが、自炊については得意な方でないとしている。ラーメン屋以外にも、日産スタジアムで飲食売店での勤務経験も持っており、ラグビーワールドカップ2019でも勤務しており、その経験からプライベートで同大会の試合観戦をした経験がある。また、大学2年時に西日本豪雨（平成30年7月豪雨）の被災地でもあった母方の実家が所在する広島県へ災害復興ボランティアに参加した際、プライベートのお忍びで同じく参加していた小山慶一郎（NEWS）と出会っており、その際自身がアナウンサー職試験を受験してる旨を伝えた際に小山から「次は放送局で会おう!」と誓い合った事を、小山が『NEWSのオールナイトニッポンPremium』2021年2月21日放送分に出演した際に当該エピソードを明かし、OPトークゾーンで内田が出演し、2人は再会して当時の約束を果たした[15]。前述のパーソナリティへの願望を高校時代の同級生に打ち明けた際に「英語の成績悪いでしょ」と諭された為、フィリピンのセブ島に2週間の超短期であるが、語学研修に赴いた経験を持っており、その経験もあり大学時代は趣味としてバックパッカーでフィリピン含めた東南アジアを旅した経験もある。
- 2歳下の妹がおり、2022年10月29日放送の『吉田尚記のオールナイトニッポンPremium』に出演した内田のもとへ乱入。兄への手紙を朗読するドッキリを仕掛けられた。
- 『鶴光の噂のゴールデンリクエスト』では、笑福亭鶴光から「うちたずいき」とイジられている[16][17]。

## 出演番組

### 現在
- ニッポン放送ニュース・交通情報・天気予報 - 2020年10月10日 - 
  - 三宅裕司のサンデーヒットパラダイス - 2021年10月9日 -
  - 土田晃之 日曜のへそ - 2021年10月9日 -
  - 笑福亭鶴瓶 日曜日のそれ - 2021年10月9日 -
- ニッポン放送ショウアップナイター（番宣ナレーション） - 2021年5月17日 -
- 辛坊治郎ズーム そこまで言うか! - 「街角ステーション 噂を求めてどこまでも!」レポーター、水・木曜日担当 2023年8月2日 -
- 飯田浩司のOK! Cozy up! 金曜日(2025年4月4日〜)
- 笑顔にナーレ!ステーション - 2024年10月6日 -

### 過去

#### ラジオ
- 辛坊治郎ズーム そこまで言うか!（代理アシスタント） - 2020年10月8日、2021年3月1 - 3日
- 飯田浩司のOK! Cozy up!（代理アシスタント） - 2020年11月27日、12月24日、2021年2月22 - 26日、8月18日、2022年2月18・23・25日
- 有楽町930ステーション（パーソナリティ） - 2020年11月8日[18] - 12月27日
- ショウアップナイタースペシャル 垣花正 今夜もハッピー!（アシスタント、リポーター） - 2020年10月17日
- ニッポン放送ショウアップナイター（スタジオ担当）※水、木曜 - 2021年3月31日 - 5月13日
  - ショウアップナイタープレイボール
  - ショウアップナイターハイライト
  - ショウアップナイタースペシャル - 2020年10月17日[19]
- 春風亭一之輔 あなたとハッピー!（リバイバル企画「尾行マン5号（リポーター）」） - 2020年10月23日
- サタデーミュージックバトル天野ひろゆき ルート930（代理アシスタント） - 2021年3月6日
- 内田雄基のサウンドコレクション（パーソナリティ）※NRN系列局向け裏送り - 2021年7月22、27日、8月3日
- ニッポン放送ニュース・交通情報・天気予報
  - ゴッドアフタヌーン アッコのいいかげんに1000回 - 2020年10月10日 - 2021年10月2日
  - サタデーミュージックバトル天野ひろゆき ルート930 - 2020年10月10日 - 2021年10月2日
- モヤモヤ解決! ゲッターズ飯田 ラジオで占いまSHOW（「内田雄基の神奈川道中記」リポーター） - 2021年10月2日 - 2022年3月19日
- 上柳昌彦 あさぼらけ - 2022年9月2日（アシスタント）、2024年9月13日（代理パーソナリティ）
- うどうのらじお（「街かどステーション 噂を求めてどこまでも」代理リポーター） - 2022年9月16日
- 吉田尚記のオールナイトニッポンPremium（リポーター） - 2022年10月29日、裏送り
- ひろたみゆ紀のサンデー早起き有楽町 - 2023年9月24日（代理パーソナリティ）
- ラジオ・チャリティー・ミュージックソン（アシスタント） - 2023年12月24日-25日、夕方から夜の時間を担当
- 鶴光の噂のゴールデンリクエスト - 伏せ字ニュース担当　2022年度は木曜日、2023年度は水・木曜日担当 -

#### インターネット動画配信
- 飯田浩司のOK! Cozy up! 新行市佳の週末増刊号（代理パーソナリティ）※ニッポン放送 PODCAST STATION、同局当該番組Youtubeチャンネル - 2021年8月28日、9月4日、

## CM
- JOYSOUND
- 大関酒造
- アパホテル